# Лаушки
Лау́шки — деревня Краснослободского района Республики Мордовия в составе Старогоряшинского сельского поселения. 

## География
Находится на реке Мокша у северо-восточной окраины районного центра города Краснослободск.

## История
Известна с 1869 года, когда она была учтена как казённая деревня Краснослободского уезда из 61 двора. В этой деревне родилась Александра Павловна Жириновская (Макарова) мать Владимира Жириновского.

## Население
Постоянное население составляло 70 человек (русские 97%) в 2002 году, 65 в 2010 году .